# ル・マラン (大型駆逐艦)
ル・マラン（フランス語：Le Malin, -9,-8,X82,X102,X02,D612）は、フランス海軍の大型駆逐艦。ル・ファンタスク級。艦名は「悪意」の意。この名を受け継いだ艦としては3代目にあたる。

## 艦歴
ル・マランは、ラ・セーヌのメディテラネ造船工業で1931年11月16日に起工、1933年8月17日進水し、1936年5月1日に就役した。
ル・マランは就役後、ランドンターブルとル・トリオンファンとともに第8軽部隊（8e division légère）を編成し、ブレストを拠点とする第2軽戦隊（2e escadre légère）に配属された。その後他の駆逐艦で構成された軽部隊と同様に、1937年4月12日にル・マランら第8軽部隊はブレストを母港とする第8駆逐隊（8e Divisions de Contre-Torpilleurs）に改編された。

### 第二次世界大戦
1939年9月に第二次世界大戦が勃発すると、最初の数か月間ル・マランら第8駆逐隊は襲撃部隊の艦艇とともに北大西洋で哨戒活動を行い、10月半ばにはドイツ海軍の装甲艦グラーフ・シュペー捜索に参加した。
1940年4月23日、ル・マランら第8駆逐隊の3隻は高速航行を行いながらデンマーク海峡で敵艦艇の捜索を実施した。24日午前3時にドイツ海軍の哨戒艇2隻を発見して砲撃を加え、1隻に損傷を負わせた。それから程なくして、ル・マランらは2隻のSボートから雷撃を受けたが回避に成功し、逆に1隻を撃沈することに成功した。
戦闘後に第8駆逐隊は海域から離脱したが、途中でル・マランのターボ・ベンチレーターに故障が発生する。修理はできたものの、このトラブルにより離脱に遅れが生じた結果、24日の夜明け後に空襲を受けることになった。幸いにも被害はなく、午後にロサイスのイギリス海軍基地へ帰還できた。

### ダカール沖海戦
フランス降伏後の1940年9月初め、ヴィシー政府によって第10駆逐隊（この時の編成はル・マラン、ル・ファンタスク 、ローダシュー）は第4巡洋艦戦隊とともにダカールへ移動を命じられた。
そして9月23日、自由フランス軍がイギリス海軍の支援の下でダカールに上陸しようとしたダカール沖海戦に遭遇した。この戦いでは僚艦ローダシューがオーストラリア海軍の重巡洋艦オーストラリアの砲撃で擱座してしまったが、ル・マランとル・ファンタスクは高速でダカール港を走りながら煙幕を展開して巡洋艦を守った。ル・マランは周囲に降り注ぐ砲弾の爆発の衝撃によって、蒸気配管から蒸気が漏出し速力が14ノットまで低下した。さらにイギリス海軍の空母アーク・ロイヤルから発進した艦載機による数度の空襲を受けたが被害はなかった。午後4時に損傷は修理された。

### カサブランカ沖海戦

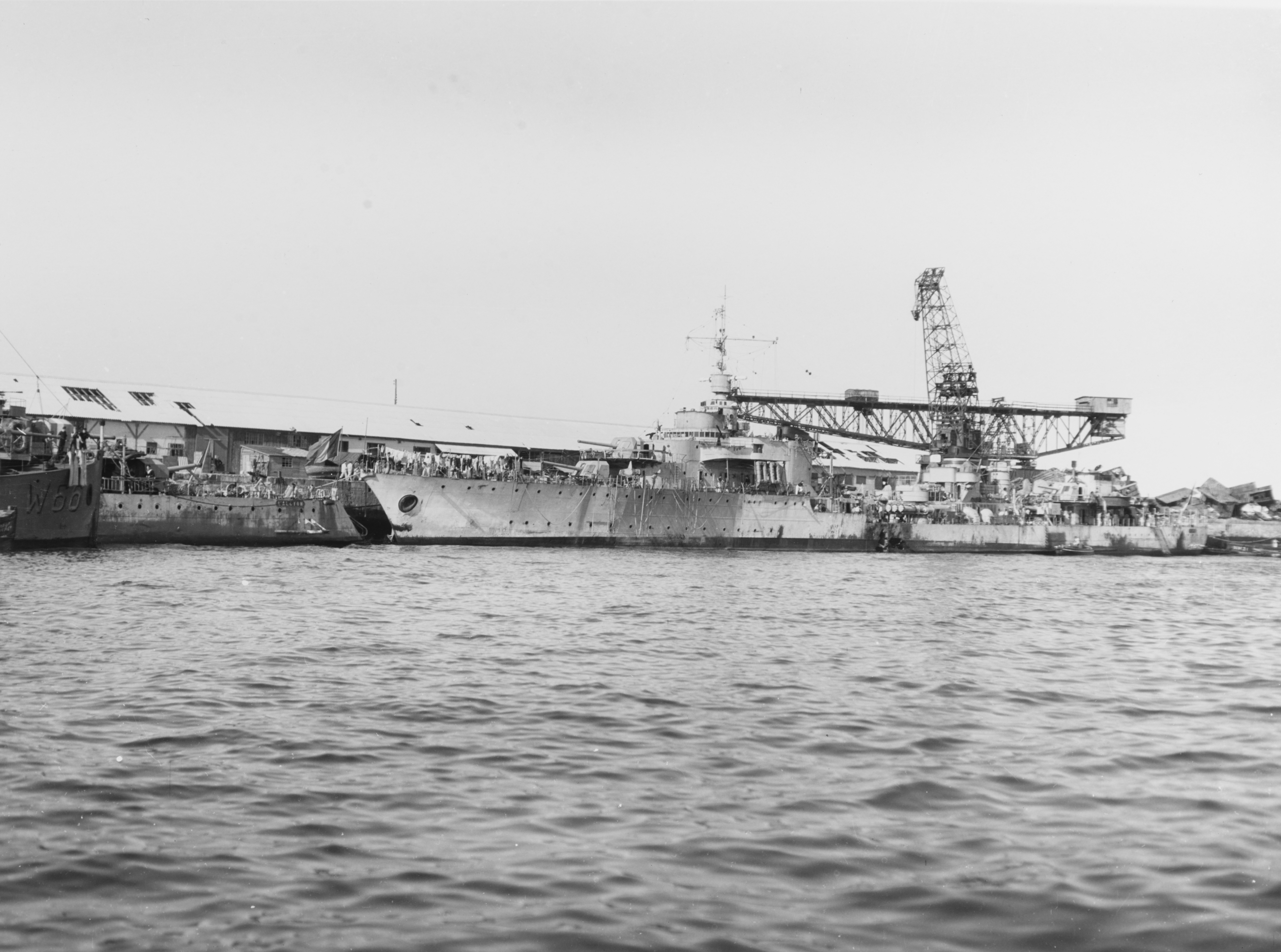
損傷から1週間後の1942年11月16日に撮影された「ル・マラン」。艦は反転させられており、損傷個所が見える。

1942年11月8日、カサブランカ港の埠頭に停泊して改装中だった「ル・マラン」はトーチ作戦によるアメリカ艦隊との戦闘（カサブランカ沖海戦）に巻き込まれた。
アメリカ戦艦「マサチューセッツ」の16インチ砲弾1発が突堤と「ル・マラン」の間に着弾（または、埠頭の端に命中して「ル・マラン」のそばで爆発）。左舷側に破孔が生じて前部缶室・機械室に浸水し、「ル・マラン」は13.5度傾いた。また、7名が死亡し、5名が負傷した。
数時間後に曳船が傾いた「ル・マラン」を水平に戻し、損傷の修理が始まった。以降も11月10日まで、「ル・マラン」の対空兵装は飛来する米軍の爆撃機に対して発砲を行った。
修理中、「ル・マラン」の艦内から40.6cm砲弾の破片が発見された。乗員たちはその破片に「ラファイエット、ここにあり」（La Fayette, nous voici）と刻んで記念品にした。

### 自由フランス海軍
トーチ作戦から程なくして、アルジェリアのヴィシー・フランス軍が自由フランス軍に加わることになった。そのためル・マランとル・ファンタスク、ル・テリブルも自由フランス海軍に所属することとなり、ル・ファンタスクとル・テリブルは近代化改修のため1943年2月14日にアメリカ合衆国のニューヨークへ到着した。ル・マランはカサブランカ沖海戦で負った損傷の修理で出発が遅れたものの、6月にアメリカへ到着した。
アメリカ到着後、ル・マランはマサチューセッツ州ボストンのボストン海軍工廠で大規模な改修を受け、既存の対空火器はすべて撤去されたうえで20mm単装機銃10基と2番煙突前方に40mm連装機銃を2基、3番・4番主砲間に40mm四連装機銃を1基搭載した。対潜兵装強化のため、格納式ASDICの装備や後部魚雷発射管を撤去して爆雷投射機4基が搭載された。また、アメリカ製対空警戒・航法用レーダーが搭載されたことで強度を確保するためマストがラティス・マストに更新されている。さらに無線の強化、艦体に消磁電路の装着、燃料タンクの容量増加といった改良も行われている。ル・マランの改装は1943年11月17日に完了し、ル・マランら大型駆逐艦は米英の基準に合わせて艦種が「軽巡洋艦」に変更された。

### アドリア海
「ル・マラン」は姉妹艦に遅れて1944年1月に地中海へ戻り、「ル・ファンタスク」と「ル・テリブル」とともに再び3隻で行動した。「ル・マラン」らの艦種が「軽巡洋艦」に変更されたことを反映し、1944年初めに第10駆逐隊も第10軽巡洋艦隊（10e Division de Croiseurs Légers）に改編された。第10軽巡洋艦隊の3隻（ル・マラン、ル・ファンタスク、ル・テリブル）はイギリス海軍第24駆逐艦戦隊（24th Destroyer flotilla）に加わってアドリア海を哨戒し、 イタリアとユーゴスラヴィア間の海上輸送を阻止すべく活動した。この活動はイギリス海軍駆逐艦も行っていたものの、フランス海軍の大型駆逐艦に比べて主に南部で活動していた。「ル・マラン」らは世界最速レベルの優速を生かしてアドリア海北部にまで進出し、敵の輸送船団を捜索・撃滅すべく夜間に30ノット程度の高速で哨戒を行っていた。3隻の機関は高速を発揮する反面、度々故障も引き起こしていたため、対策として2隻を行動状態に置き、残る1隻は整備とするローテーション運用が行われた。
1944年2月29日、「ル・マラン」と「ル・テリブル」はマンフレドニアより出撃。同日21時35分、イスト島沖で「ル・テリブル」のレーダーがドイツ船団を捉えた。この船団は貨物船「カピタン・ディータリクセン (Kapitan Diederichsen)」と水雷艇「TA36」、「TA37」、駆潜艇「UJ201」（元イタリア海軍ガッビアーノ級コルベット「エジェーリア」）、「UJ205」（同「コルブリーナ」）、Rボート「R188」、「R190」、「R191」からなっていた。21時44分、「ル・テリブル」と「ル・マラン」は攻撃を開始。「ル・テリブル」は「カピタン・ディータリクセン」を攻撃し、「カピタン・ディータリクセン」は炎上した。一方、「ル・マラン」は「TA37」に対して発砲した。「TA37」は大きな被害を受けている。続いて「ル・マラン」は「UJ201」と遭遇し攻撃。被雷した「UJ201」は爆沈した。その後、魚雷艇（掃海艇を誤認）からの雷撃を恐れてフランス駆逐艦は撤収した。「カピタン・ディータリクセン」は翌日沈没。他にこの海戦では「TA36」が軽微な被害を受けている。

### 南フランス上陸作戦
8月15日、ル・マランら第10軽巡洋艦隊は南フランスのプロヴァンス地方への上陸作戦（ドラグーン作戦）に参加した。ル・マランは砲撃により上陸部隊の戦闘を援護した。
12月25日午後5時40分頃、悪天候の中でナポリからトゥーロンへ向かっていたル・マランはル・テリブルの左舷に衝突してしまった。両艦は大破し、ル・マランは15メートルにわたって艦首を切断。艦首とともに49名の乗員も失われた。ル・マランの前部防水隔壁は波浪にさらされたが、夜になりイギリス海軍の曳船とイタリア海軍のコルベットが救援に駆け付け、彼らに曳航されながら27日朝にはナポリへ帰投を果たした。
1945年1月22日には破損した艦首部が整形され、応急修理後の2月26日にル・マランはラ・シオタへ向けてナポリを出港した。航海中、前年末に衝突事故が起きた海域に差し掛かった際には事故で行方不明になった乗員たちの慰霊祭が行われている。2月28日にトゥーロンへ至り、3月9日に目的地ラ・シオタへ到着して本格的な修理を行った。この修理では、1942年11月27日のトゥーロンでのフランス艦隊一斉自沈に巻き込まれ、その後放置されていた姉妹艦ランドンターブルから回収された艦首が取り付けられた。修理は終戦後の1945年11月まで費やされた。
修理された艦首部の艦内通路、ル・マランの艦体とランドンターブルの艦首の継ぎ目に掲げられたプレートには次のように記された。

### 戦後

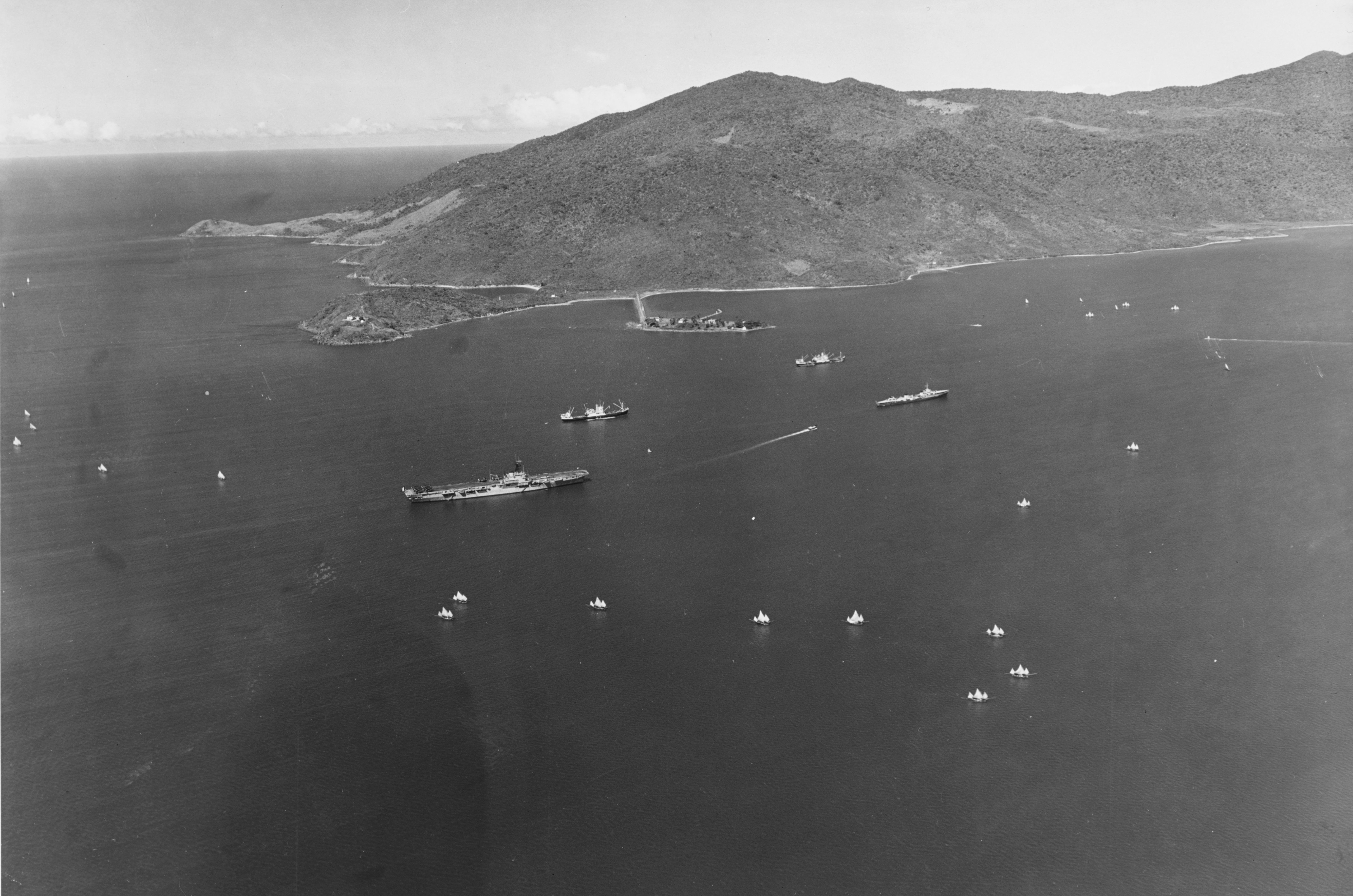
ダナン沖のル・マランと空母アローマンシュ。1951年10月7日。

ル・マランは戦後も活動を続け、1947年11月7日から1948年10月まで大規模改装が行われている。1949年11月1日にル・マランは予備役に置かれた。
その後ル・マランは1951年7月1日に「一等護衛駆逐艦」（Destroyer-Escorteur de 1re Classe）、次いで1953年に「高速護衛艦」（Escorteur Rapide）に再分類され、新たな艦番号D612が与えられた。
ル・マランは1951年7月1日に再就役した。ル・マランの高速性能は未だ衰えておらず、8月21日には4時間にわたって41ノットで航行する記録を残している。ル・マランは1951年8月にフランス領インドシナへ派遣され、9月24日にサイゴンへ到着。空母アローマンシュの護衛艦として活動した後で1952年6月にトゥーロンへ戻った。
1952年8月1日にル・マランはランヴェオックで海軍兵学校の機関科生徒の練習艦となり、武装を撤去のうえで予備役のカテゴリ「A」に置かれた。
1956年にはブレストで予備役のカテゴリ「B」へ移され、ル・マランは1964年2月3日に除籍となり廃棄のためQ359に改名された。しかし 1965年3月に廃棄は延期となり、ロリアンへ曳航され1976年まで防波堤として用いられた。Q359ことル・マランは1976年11月16日にスクラップとして売却され、1977年に解体された。